# Vorderthal

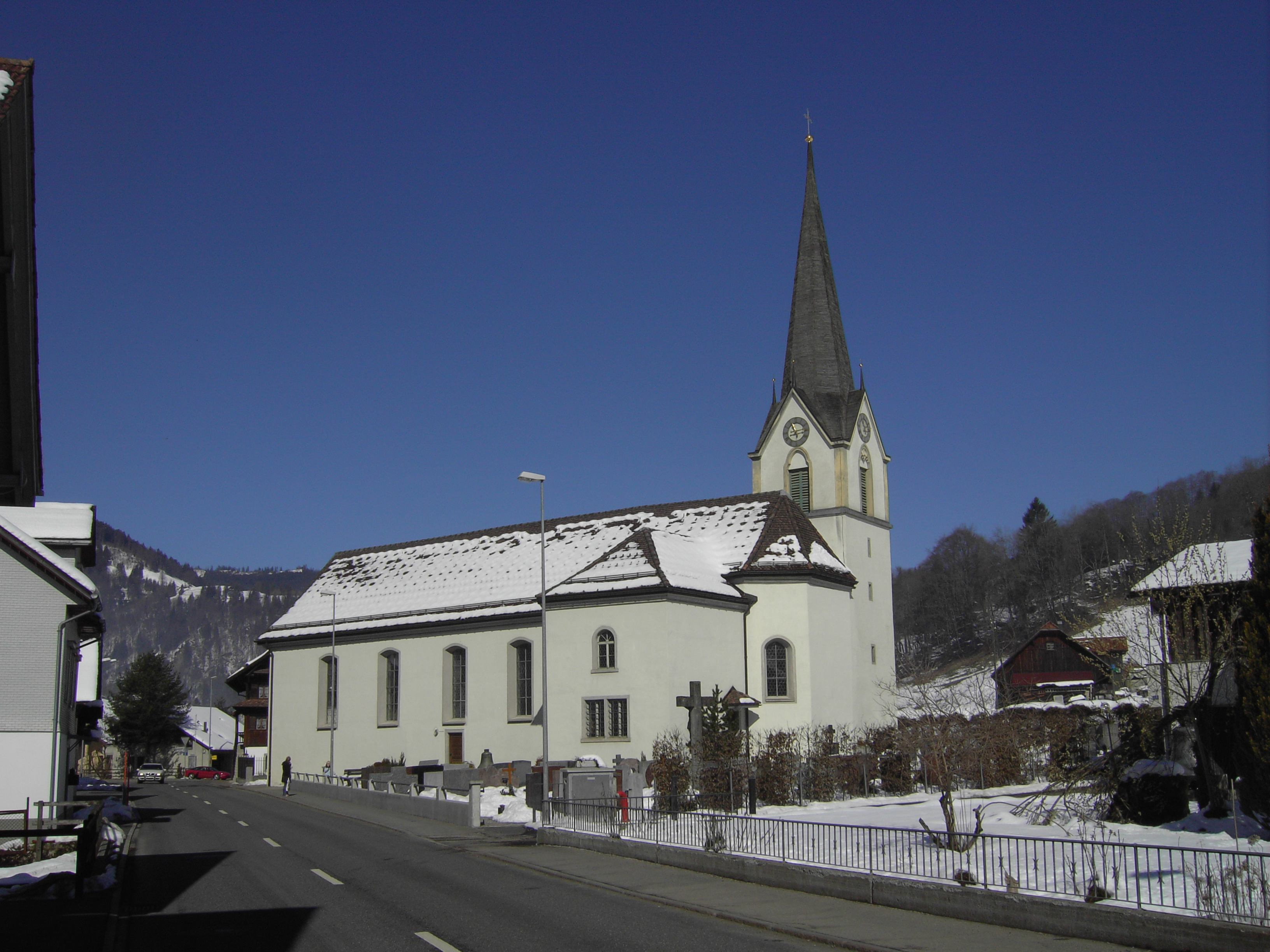
Kerk Vorderthal

Vorderthal is een gemeente en plaats in het Zwitserse kanton Schwyz, en maakt deel uit van het district March.
Vorderthal telt 1.015 inwoners.